# Hyposidra rigusaria
Hyposidra rigusaria är en fjärilsart som beskrevs av Walker 1862. Hyposidra rigusaria ingår i släktet Hyposidra och familjen mätare. Inga underarter finns listade i Catalogue of Life.